# 新圣女公墓

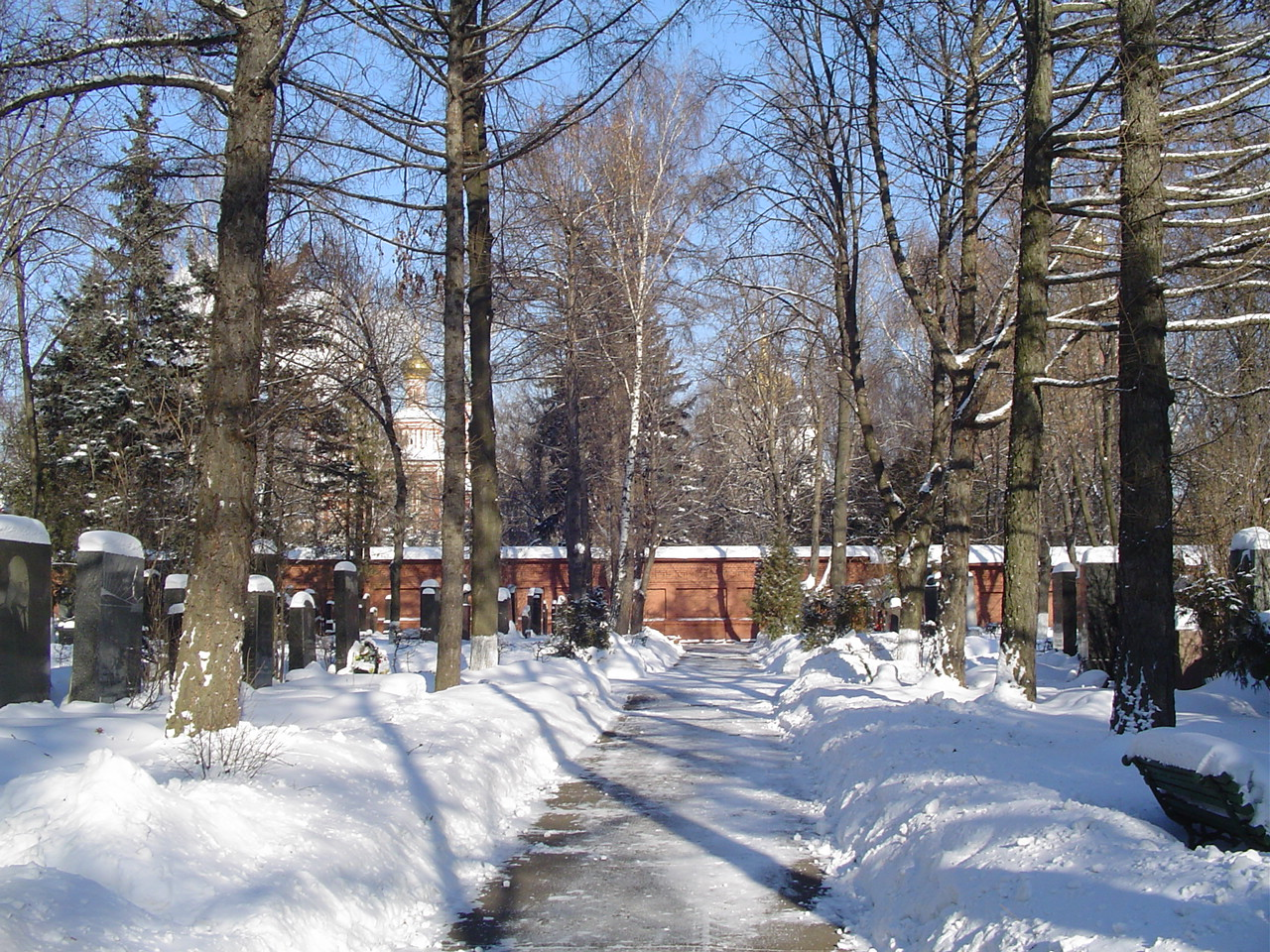
冬季的新圣女公墓。

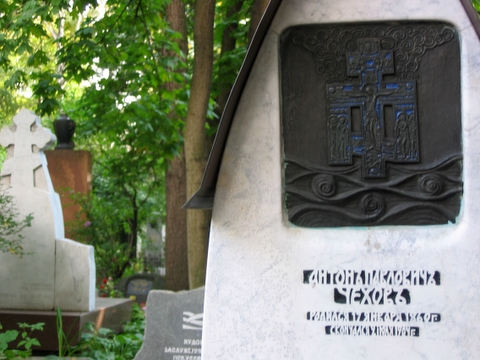
安东·契诃夫墓。

55°43′N 37°33′E / 55.717°N 37.550°E
新圣女公墓（俄语：Новодевичье кла́дбище）是俄罗斯首都莫斯科最为著名的公墓，主要安葬蘇聯時代和俄罗斯時代的作家、剧作家、诗人、著名演员、政治领导人、科学家等，目前共有27000多人。

## 知名人士

### 政治、军事相关人物
- 尼基塔·赫鲁晓夫（1894－1971）：苏联共产党中央委员会第一书记，部长会议主席
- 米哈伊尔·戈尔巴乔夫（1931－2022）：苏联共产党中央委员会總書記，蘇聯最高蘇維埃主席團主席、总统
- 鲍里斯·叶利钦（1931－2007）：俄罗斯联邦第一任总统
- 维克托·切尔诺梅尔金（1938－2010）：俄罗斯联邦第一任总理
- 伊万·切尔尼亚霍夫斯基（1906－1945）：苏联红军大将
- 亚历山大·伊万诺维奇·波克雷什金（1913－1985）：苏联空军元帅、王牌飞行员
- 尼古拉·奥加尔科夫（1917－1994）：苏联元帅，苏军总参谋长兼苏联国防部第一副部长
- 卓娅·科斯莫杰米扬斯卡娅（1923－1941）：第一位接受苏联英雄稱號與勳章的女性，蘇聯游擊隊員，後陣亡，追封烈士。
- 柳德米拉·帕夫利琴科（1916－1974）：苏联英雄，王牌狙擊手。
- 亚历山德拉·柯伦泰（1872－1952）：政治家、世界第一位女性外交官
- 拉扎尔·卡冈诺维奇（1892－1991）：政治家
- 尼古拉·布尔加宁（1895－1975）：苏联部长会议主席
- 格奥尔基·契切林（1872－1936）：苏联外交部长
- 安德烈·葛罗米柯（1909－1989）：苏联外交部长
- 弗拉基米尔·日里诺夫斯基（1946－2022）：政治家
- 亚历山大·列别德（1950－2002）：政治家
- 马克西姆·李维诺夫（1876－1951）：政治家
- 阿纳斯塔斯·米高扬（1895－1978）：政治家
- 维亚切斯拉夫·莫洛托夫（1890－1986）：政治家
- 尼古拉·吉洪诺夫（1905－1997）：政治家
- 尼古拉·波德戈尔内（1903－1983）：政治家
- 伊万·阔日杜布（1920－1991）：飞行员
- 娜杰日达·阿利卢耶娃-斯大林娜（1901－1932）：约瑟夫·斯大林妻子
- 赖莎·戈尔巴乔娃（1932－1999）：米哈伊尔·戈尔巴乔夫妻子
- 王明（1904－1974）：中國共產黨前期主要領導人
- 孟庆树（1911－1983）：中國共產黨前期主要領導人，王明妻子

### 经济、文化、艺术相关人物
- 彼得·阿列克谢耶维奇·克鲁泡特金（1842－1921）：作家、哲学家
- 弗拉基米尔·索洛维约夫（1853－1900）：哲学家
- 列昂尼德·坎托罗维奇（1912－1986）：诺贝尔经济学奖获得者
- 弗拉基米尔·马雅可夫斯基（1893－1930）：诗人
- 韦利米尔·赫列布尼科夫（1885－1922）：诗人
- 弗拉基米尔·塔特林（1885－1953）：画家
- 伊萨克·列维坦（1860－1900）：画家
- 谢尔盖·阿克萨科夫（1791－1859）：作家
- 丹尼尔·安德烈耶夫（英语：Daniil Andreyev）（1906－1959）：作家
- 安德烈·别雷（1880－1934）：作家
- 瓦列里·勃留索夫（1873－1924）：作家
- 亚历山大·法捷耶夫（1901－1956）：作家
- 尼古拉·果戈里（1809－1852）：作家
- 尼古拉·奥斯特洛夫斯基（1904－1936）：作家
- 伊利亚·爱伦堡（1891－1967）：作家
- 米哈伊尔·布尔加科夫（1881－1940）：剧作家
- 康斯坦丁·斯坦尼斯拉夫斯基（1863－1938）：剧作家
- 瓦伦丁·谢罗夫（1865－1911）：作家、艺术家
- 伊萨克·杜纳耶夫斯基（1900－1955）：作曲家、指挥家
- 赖因霍尔德·格里爱尔（1875－1956）：作曲家
- 谢尔盖·普罗科菲耶夫（1891－1953）：作曲家
- 阿尔弗雷德·施尼特凯（1934－1998）：作曲家
- 亚历山大·斯克里亚宾（1872－1915）：作曲家
- 德米特里·肖斯塔科维奇（1906－1975）：作曲家
- 德米特里·卡巴列夫斯基（1904－1987）：作曲家
- 谢尔盖·塔涅耶夫（1856－1915）：作曲家
- 谢尔盖·艾森斯坦（1898－1948）：电影导演
- 谢尔盖·邦达尔丘克（1920－1994）：演员、导演
- 狄齊卡·維托夫（1896－1954）：电影制片人
- 达维德·奥伊斯特拉赫（1908－1974）：小提琴家
- 费多尔·夏里亚宾（1873－1938）：歌剧演唱家
- 斯维亚托斯拉夫·里希特（1915－1997）：钢琴演奏家
- 加林娜·乌兰诺娃（1909－1998）：芭蕾舞演员
- 尤里·尼库林（1921－1997）：演员
- 姆斯季斯拉夫·罗斯特罗波维奇（1927－2007）：大提琴演奏家、指挥家。
- 伊戈尔·列昂尼多维奇·基里洛夫（1932－2021）：主播、主持人、新闻导播。

### 科学、工程技术相关人物
- 列夫·朗道（1908－1968）：苏联物理学领袖，诺贝尔物理学奖获得者
- 雅可夫·泽尔多维奇（1914－1987）：苏联天体物理学宗师
- 尼古拉·布尔坚科（1876－1946）：俄罗斯神经外科奠基人
- 帕维尔·切连科夫（1904－1990）：诺贝尔物理学家获得者
- 瓦伦丁·格卢什科（1908－1989）：苏联三大宇宙飞船和火箭设计师之一
- 弗拉基米尔·韦尔纳茨基（1863－1945）：地理学者
- 亚历山大·奥巴林（1894－1980）：生物化学学者
- 谢尔盖·伊留申（1894－1977）：飞机设计师
- 安德烈·图波列夫（1888－1972）：飞机设计师
- 謝苗·拉沃契金（英语：Semyon Lavochkin）（1900－1960）：飛機設計師
- 瓦列里·列加索夫（1936－1988）：無機化學家與車諾比核事故調查委員會主任委員
- 弗拉基米尔·舒霍夫（1853－1939）：建筑工程师
- 帕维尔·别利亚耶夫（1925－1970）：宇航员
- 格奥尔基·别列戈沃伊（1921－1995）：宇航员
- 戈尔曼·季托夫（1935－2000）：宇航员

## 外部連結
- Unofficial site. Hi-resolution photos （页面存档备份，存于）
- Photographs （页面存档备份，存于）
- More photographs （页面存档备份，存于）
- Famous and picturesque (24) memorials photographed June 2005 （页面存档备份，存于）
- Novodevichy Cemetery （页面存档备份，存于） （俄文）–article from theGreat Soviet Encyclopedia